# Единый день голосования 10 сентября 2023 года
В единый день голосования 10 сентября 2023 года в Российской Федерации прошли выборные кампании различного уровня, включая довыборы депутатов в Государственную думу, выборы глав 26 субъектов федерации (21 прямые и 5 через голосование в парламенте) и выборы депутатов законодательных (представительных) органов государственной власти в 16 субъектах Российской Федерации. На оккупированных частях Донецкой, Луганской, Запорожской и Херсонской областей Украины российские власти организовали так называемые «выборы» в местные парламенты.
На выборы всех уровней в единый день голосования было выдвинуто свыше 85 тысяч человек, из них — 12 тысяч самовыдвиженцев. Зарегистрированы 81 306 кандидатов: 70 726 — от 20 политических партий из 23 и 10 580 самовыдвиженцев. Глава ЦИК Элла Памфилова заявила, что процент отказов регистрации «исчезающе мал» — около 1,5 % на всех выборах.
Зарегистрированные 81 306 кандидатов принимали участие в четырёх тысячах избирательных кампаниях 85 субъектов Российской Федерации. По результатам выборов будет замещено порядка 34 тысяч выборных должностей и мандатов. По данным ЦИК, потенциальный охват на выборах 8—10 сентября составляет до 65 миллионов избирателей — это около 60 % россиян с правом голоса.
Большая часть регионов выбрала трёхдневное голосование с 8 по 10 сентября, кроме Тюменской и Омской областей (один и два дня, соответственно) — на губернаторских выборах; Башкортостана и Бурятии (по одному дню) — на голосованиях в местные парламенты; Ингушетии и Тюменской области (один день), а также Хабаровского края и Свердловской области (два дня) — на выборах в административных центрах.
В каждом четвёртом субъекте РФ избирательные кампании пересекались. Так например, в Хакасии и Якутии одновременно прошли выборы глав регионов, депутатов местных парламентов и административных центров.
В регионах, где губернаторы ушли в отставку после 10 июня 2023 года, выборы прошли в единый день голосования 2024 года.

## Дистанционное электронное голосование (ДЭГ)
На 30 августа участие в ДЭГ, которое пройдет в 24 регионах, хотели принять около 900 тысяч избирателей. 200 тысяч граждан намеревались проголосовать по месту в «Мобильном избирателе». Жители Москвы будут голосовать на отдельной платформе и данные по ним не входят в общую статистику по ДЭГ. Находящиеся за пределами РФ граждане не смогут воспользоваться системой ДЭГ.

## Дополнительные выборы в Государственную думу VIII созыва
Дополнительные выборы депутатов Государственной думы РФ по по четырём одномандатным округам проходили с 8 по 10 сентября. Выборы связаны со смертью или сложением полномочий депутатов, ранее избранных по данным округам. Субъекты России, занимающие оккупированные территории Украины, выделены в таблице бежевым цветом.
С 3 сентября 2022 года полномочия депутата Государственной думы по Симферопольскому одномандатному округу Алексея Черняка были прекращены по собственному заявлению.
23 апреля 2023 года скончались депутаты Николай Борцов и Джашарбек Узденов по Липецкому и Карачаево-Черкесскому одномандатным округам соответственно.
31 мая 2023 года умер депутат по Дивногорскому одномандатному округу Виктор Зубарев.
| № | Одномандатный округ                             | Территория                  | Предыдущий депутат                                | Кандидаты                   | Кандидаты           | Партия          | Результат | Результат |
| - | ----------------------------------------------- | --------------------------- | ------------------------------------------------- | --------------------------- | ------------------- | --------------- | --------- | --------- |
| 1 | Карачаево-Черкесский № 16 ( Карачаево-Черкесия) |                             | Д. Б. Узденов † (Единая Россия) до 23 апреля 2023 |                             | С. Д. Узденов       | «Единая Россия» | 148 692   | 71,16 %   |
| 1 | Карачаево-Черкесский № 16 ( Карачаево-Черкесия) |                             | Д. Б. Узденов † (Единая Россия) до 23 апреля 2023 | К. К. Бытдаев               | КПРФ                | 27 216          | 13,03 %   |           |
| 1 | Карачаево-Черкесский № 16 ( Карачаево-Черкесия) |                             | Д. Б. Узденов † (Единая Россия) до 23 апреля 2023 | З. М. Акбашев               | «СРЗП»              | 16 280          | 7,79 %    |           |
| 1 | Карачаево-Черкесский № 16 ( Карачаево-Черкесия) |                             | Д. Б. Узденов † (Единая Россия) до 23 апреля 2023 | О. Е. Жедяев                | ЛДПР                | 13 180          | 6,31 %    |           |
| 1 | Карачаево-Черкесский № 16 ( Карачаево-Черкесия) |                             | Д. Б. Узденов † (Единая Россия) до 23 апреля 2023 | А. Н. Абазов                | «Яблоко»            | 3213            | 1,54 %    |           |
| 1 | Карачаево-Черкесский № 16 ( Карачаево-Черкесия) | Недействительных бюллетеней | Недействительных бюллетеней                       | Недействительных бюллетеней | 366                 | 0,18 %          |           |           |
| 1 | Карачаево-Черкесский № 16 ( Карачаево-Черкесия) | Явка                        | Явка                                              | Явка                        | 208 996             | 70,05 %         |           |           |
| 1 | Карачаево-Черкесский № 16 ( Карачаево-Черкесия) | Избирателей                 | Избирателей                                       | Избирателей                 | 298 369             |                 |           |           |
|   |                                                 |                             |                                                   |                             |                     |                 |           |           |
| 2 | Дивногорский № 56 · ( Красноярский край)        |                             | В. В. Зубарев † (Единая Россия) до 31 мая 2023    |                             | С. В. Ерёмин        | «Единая Россия» | 111 032   | 57,54 %   |
| 2 | Дивногорский № 56 · ( Красноярский край)        |                             | В. В. Зубарев † (Единая Россия) до 31 мая 2023    | Д. В. Семиренко             | КПРФ                | 20 352          | 10,55 %   |           |
| 2 | Дивногорский № 56 · ( Красноярский край)        |                             | В. В. Зубарев † (Единая Россия) до 31 мая 2023    | Г. С. Гаврилов              | ЛДПР                | 19 732          | 10,23 %   |           |
| 2 | Дивногорский № 56 · ( Красноярский край)        |                             | В. В. Зубарев † (Единая Россия) до 31 мая 2023    | И. А. Серебряков            | «Родина»            | 14 849          | 7,70 %    |           |
| 2 | Дивногорский № 56 · ( Красноярский край)        |                             | В. В. Зубарев † (Единая Россия) до 31 мая 2023    | К. А. Кадакина              | «СРЗП»              | 12 159          | 6,30 %    |           |
| 2 | Дивногорский № 56 · ( Красноярский край)        |                             | В. В. Зубарев † (Единая Россия) до 31 мая 2023    | А. А. Кучерявый             | «Яблоко»            | 5665            | 2,94 %    |           |
| 2 | Дивногорский № 56 · ( Красноярский край)        | Недействительных бюллетеней | Недействительных бюллетеней                       | Недействительных бюллетеней | 9178                | 4,76 %          |           |           |
| 2 | Дивногорский № 56 · ( Красноярский край)        | Явка                        | Явка                                              | Явка                        | 193 132             | 35,85 %         |           |           |
| 2 | Дивногорский № 56 · ( Красноярский край)        | Избирателей                 | Избирателей                                       | Избирателей                 | 538 697             |                 |           |           |
|   |                                                 |                             |                                                   |                             |                     |                 |           |           |
| 3 | Липецкий № 114 ( Липецкая область)              |                             | Н. И. Борцов † (Единая Россия) до 23 апреля 2023  |                             | Д. Л. Аверов        | «Единая Россия» | 106 525   | 58,84 %   |
| 3 | Липецкий № 114 ( Липецкая область)              |                             | Н. И. Борцов † (Единая Россия) до 23 апреля 2023  | С. В. Токарев               | КПРФ                | 25 305          | 13,98 %   |           |
| 3 | Липецкий № 114 ( Липецкая область)              |                             | Н. И. Борцов † (Единая Россия) до 23 апреля 2023  | А. В. Емельянов             | ЛДПР                | 17 553          | 9,70 %    |           |
| 3 | Липецкий № 114 ( Липецкая область)              |                             | Н. И. Борцов † (Единая Россия) до 23 апреля 2023  | Л. В. Ксенофонтова          | «СРЗП»              | 15 618          | 8,63 %    |           |
| 3 | Липецкий № 114 ( Липецкая область)              |                             | Н. И. Борцов † (Единая Россия) до 23 апреля 2023  | О. А. Токарев               | «Коммунисты России» | 11 783          | 6,51 %    |           |
| 3 | Липецкий № 114 ( Липецкая область)              | Недействительных бюллетеней | Недействительных бюллетеней                       | Недействительных бюллетеней | 4261                | 2,35 %          |           |           |
| 3 | Липецкий № 114 ( Липецкая область)              | Явка                        | Явка                                              | Явка                        | 181 159             | 39,91 %         |           |           |
| 3 | Липецкий № 114 ( Липецкая область)              | Избирателей                 | Избирателей                                       | Избирателей                 | 453 914             |                 |           |           |
|   |                                                 |                             |                                                   |                             |                     |                 |           |           |
| 4 | Симферопольский № 19 ( Республика Крым)         |                             | А. Ю. Черняк (Единая Россия) до 3 сентября 2022   |                             | Ю. Ю. Нестеренко    | «Единая Россия» | 97 343    | 68,71 %   |
| 4 | Симферопольский № 19 ( Республика Крым)         |                             | А. Ю. Черняк (Единая Россия) до 3 сентября 2022   | С. С. Кискин                | «СРЗП»              | 10 589          | 7,47 %    |           |
| 4 | Симферопольский № 19 ( Республика Крым)         |                             | А. Ю. Черняк (Единая Россия) до 3 сентября 2022   | В. Н. Саенко                | КПРФ                | 10 472          | 7,39 %    |           |
| 4 | Симферопольский № 19 ( Республика Крым)         |                             | А. Ю. Черняк (Единая Россия) до 3 сентября 2022   | А. В. Туров                 | «Коммунисты России» | 9233            | 6,52 %    |           |
| 4 | Симферопольский № 19 ( Республика Крым)         |                             | А. Ю. Черняк (Единая Россия) до 3 сентября 2022   | Д. М. Фридман               | ЛДПР                | 9167            | 6,47 %    |           |
| 4 | Симферопольский № 19 ( Республика Крым)         | Недействительных бюллетеней | Недействительных бюллетеней                       | Недействительных бюллетеней | 4875                | 3,44 %          |           |           |
| 4 | Симферопольский № 19 ( Республика Крым)         | Явка                        | Явка                                              | Явка                        | 141 779             | 28,31 %         |           |           |
| 4 | Симферопольский № 19 ( Республика Крым)         | Избирателей                 | Избирателей                                       | Избирателей                 | 500 775             |                 |           |           |

## Главы субъектов федерации
Выборы высших должностных лиц регионов продут в 21 субъекте РФ, среди них будет избран мэр Москвы. Руководитель Ямало-Ненецкого автономного округа утверждается местными депутатами из кандидатов, который представил глава государства. Самовыдвиженцы на эти выборы регистрации не получили.

### Прямые выборы
| №  | Субъект федерации             | Должность                                 | Предыдущий глава                                                                                        | врио главы                     | Выборы                                                  | Избран              | Процент голосов | Явка    |
| -- | ----------------------------- | ----------------------------------------- | --- | ------------------------------ | ------------------------------------------------------- | ------------------- | --------------- | ------- |
| 1  | Чукотский автономный округ    | Губернатор Чукотского автономного округа  | Р. В. Копин 3 июля 2008 — 15 марта 2023 (досрочная отставка, срок истекал в сентябре 2023 года)         | В. Г. Кузнецов с 15 марта 2023 | Выборы губернатора Чукотского автономного округа (2023) | В. Г. Кузнецов      | 72,34 %         | 53,48 % |
| 2  | Смоленская область            | Губернатор Смоленской области             | А. В. Островский 20 апреля 2012 — 17 марта 2023 (досрочная отставка, срок истекал в сентябре 2025 года) | В. Н. Анохин с 17 марта 2023   | Досрочные выборы губернатора Смоленской области (2023)  | В. Н. Анохин        | 86,62 %         | 33,71 % |
| 3  | Омская область                | Губернатор Омской области                 | А. Л. Бурков 9 октября 2017 — 29 марта 2023 (досрочная отставка, срок истекал в сентябре 2023 года)     | В. П. Хоценко с 29 марта 2023  | Выборы губернатора Омской области (2023)                | В. П. Хоценко       | 76,33 %         | 34,51 % |
| 4  | Красноярский край             | Губернатор Красноярского края             | А. В. Усс 29 сентября 2017 — 20 апреля 2023 (досрочная отставка, срок истекал в сентябре 2023 года)     | М. М. Котюков с 20 апреля 2023 | Выборы губернатора Красноярского края (2023)            | М. М. Котюков       | 70,21 %         | 35,55 % |
| 5  | Самарская область             | Губернатор Самарской области              | Д. И. Азаров 25 сентября 2017 — 17 сентября 2023                                                        | —                              | Выборы губернатора Самарской области (2023)             | Д. И. Азаров        | 83,83 %         | 53,79 % |
| 6  | Нижегородская область         | Губернатор Нижегородской области          | Г. С. Никитин 26 сентября 2017 — 26 сентября 2023                                                       | —                              | Выборы губернатора Нижегородской области (2023)         | Г. С. Никитин       | 82,82 %         | 56,01 % |
| 7  | Приморский край               | Губернатор Приморского края               | О. Н. Кожемяко 26 сентября 2018 — 20 декабря 2023                                                       | —                              | Выборы губернатора Приморского края (2023)              | О. Н. Кожемяко      | 72,78 %         | 45,58 % |
| 8  | Орловская область             | Губернатор Орловской области              | А. Е. Клычков 5 октября 2017 — 14 сентября 2023                                                         | —                              | Выборы губернатора Орловской области (2023)             | А. Е. Клычков       | 82,09 %         | 55,98 % |
| 9  | Новосибирская область         | Губернатор Новосибирской области          | А. А. Травников 6 октября 2017 — 14 сентября 2023                                                       | —                              | Выборы губернатора Новосибирской области (2023)         | А. А. Травников     | 75,72 %         | 31,86 % |
| 10 | Ивановская область            | Губернатор Ивановской области             | С. С. Воскресенский 10 октября 2017 — 10 октября 2023                                                   | —                              | Выборы губернатора Ивановской области (2023)            | С. С. Воскресенский | 82,49 %         | 33,92 % |
| 11 | Псковская область             | Губернатор Псковской области              | М. Ю. Ведерников 12 октября 2017 — 12 сентября 2023                                                     | —                              | Выборы губернатора Псковской области (2023)             | М. Ю. Ведерников    | 86,3 %          | 37,8 %  |
| 12 | Воронежская область           | Губернатор Воронежской области            | А. В. Гусев 25 декабря 2017 — 15 сентября 2023                                                          | —                              | Выборы губернатора Воронежской области (2023)           | А. В. Гусев         | 76,83 %         | 51,08 % |
| 13 | Кемеровская область — Кузбасс | Губернатор Кемеровской области — Кузбасса | С. Е. Цивилёв 1 апреля 2018 — 17 сентября 2023                                                          | —                              | Выборы губернатора Кемеровской области (2023)           | С. Е. Цивилёв       | 85,23 %         | 81,01 % |
| 14 | Амурская область              | Губернатор Амурской области               | В. А. Орлов 30 мая 2018 — 27 сентября 2023                                                              | —                              | Выборы губернатора Амурской области (2023)              | В. А. Орлов         | 82,38 %         | 38,74 % |
| 15 | Тюменская область             | Губернатор Тюменской области              | А. В. Моор 29 мая 2018 — 14 сентября 2023                                                               | —                              | Выборы губернатора Тюменской области (2023)             | А. В. Моор          | 78,77 %         | 50,76 % |
| 16 | Магаданская область           | Губернатор Магаданской области            | С. К. Носов 28 мая 2018 — 13 сентября 2023                                                              | —                              | Выборы губернатора Магаданской области (2023)           | С. К. Носов         | 72,39 %         | 35,09 % |
| 17 | Республика Саха (Якутия)      | Глава Республики Саха (Якутия)            | А. С. Николаев 28 мая 2018 — 27 сентября 2023                                                           | —                              | Выборы главы Республики Саха (Якутия) (2023)            | А. С. Николаев      | 75,77 %         | 48,41 % |
| 18 | Алтайский край                | Губернатор Алтайского края                | В. П. Томенко 30 мая 2018 — 17 сентября 2023                                                            | —                              | Выборы губернатора Алтайского края (2023)               | В. П. Томенко       | 76,16 %         | 31,04 % |
| 19 | Московская область            | Губернатор Московской области             | А. Ю. Воробьев 8 ноября 2012 — 14 сентября 2023                                                         | —                              | Выборы губернатора Московской области (2023)            | А. Ю. Воробьев      | 83,68 %         | 60,53 % |
| 20 | Республика Хакасия            | Глава Республики Хакасия                  | В. О. Коновалов 15 ноября 2018 — 15 ноября 2023                                                         | —                              | Выборы главы Республики Хакасия (2023)                  | В. О. Коновалов     | 63,14 %         | 39,54 % |
| 21 | Москва                        | Мэр Москвы                                | С. С. Собянин 21 октября 2010 — 12 сентября 2023                                                        | —                              | Выборы мэра Москвы (2023)                               | С. С. Собянин       | 76,39 %         | 43,18 % |

### Голосование в парламенте
Субъекты России, занимающие оккупированные территории Украины, выделены в таблице бежевым цветом.
| № | Субъект федерации               | Должность                                     | Предыдущий глава                            | врио главы                      | Кандидаты                                     | Дата голосования | Результат                                         |
| - | ------------------------------- | --------------------------------------------- | ------------------------------------------- | ------------------------------- | --------------------------------------------- | ---------------- | ------------------------------------------------- |
| 1 | Ямало-Ненецкий автономный округ | Губернатор Ямало-Ненецкого автономного округа | Д. А. Артюхов 29 мая 2018 — 9 сентября 2023 | —                               | Д. А. Артюхов, А. Ф. Голубенко, М. Н. Лазарев | 10 сентября      | Д. А. Артюхов 17 из 21 депутата (80,95 % голосов) |
| 2 | Донецкая Народная Республика    | Глава Донецкой Народной Республики            | —                                           | Д. В. Пушилин с 4 октября 2022  | -                                             | -                | -                                                 |
| 3 | Луганская Народная Республика   | Глава Луганской Народной Республики           | —                                           | Л. И. Пасечник с 4 октября 2022 | -                                             | -                | -                                                 |
| 4 | Запорожская область             | Губернатор Запорожской области                | —                                           | Е. В. Балицкий с 4 октября 2022 | -                                             | -                | -                                                 |
| 5 | Херсонская область              | Губернатор Херсонской области                 | —                                           | В. В. Сальдо с 4 октября 2022   | -                                             | -                | -                                                 |

## Парламенты субъектов федерации (включаяаннексированные территории)
Субъекты России, занимающие оккупированные территории Украины, выделены в таблице бежевым цветом.

| Коммунисты России КПРФ | Справедливая Россия — За правду РЭП «Зелёные» | Партия пенсионеров Новые люди | Единая Россия ЛДПР | Родина самовыдвижение |

| №  | Субъект федерации         | Парламент                           | Депу- татов    | Избирательная система            | Выборы | Результат | Явка    | Председателем избран(а) | В Совет Федерации назначен(а) |
| -- | ------------------------- | ----------------------------------- | -------------- | -------------------------------- | ------ | --------- | ------- | ----------------------- | ----------------------------- |
| 1  | Башкортостан              | Государственное собрание — Курултай | 110            | смешанная (55 проп. + 55 маж.)   | Выборы |           | 51,72 % | К. Б. Толкачёв, ЕР      | О. Е. Голов, ЕР               |
| 2  | Бурятия                   | Народный хурал                      | 66             | смешанная (33 проп. + 33 маж.)   | Выборы |           | 36,3 %  | В. А. Павлов, ЕР        | А. Г. Варфоломеев, ЕР         |
| 3  | Калмыкия                  | Народный хурал                      | 27             | смешанная (▼10 проп. + ▲17 маж.) | Выборы |           | 42,04 % | А. В. Михайлов, ЕР      | Б. Э. Путеев, ЕР              |
| 4  | Якутия                    | Государственное собрание (Ил Тумэн) | 70             | смешанная (35 проп. + 35 маж.)   | Выборы |           | 48,36 % |                         |                               |
| 5  | Хакасия                   | Верховный совет                     | 50             | смешанная (25 проп. + 25 маж.)   | Выборы |           | 39,57 % |                         |                               |
| 6  | Забайкальский край        | Законодательное собрание            | 50             | смешанная (25 проп. + 25 маж.)   | Выборы |           | 26,62 % |                         |                               |
| 7  | Архангельская область     | Собрание депутатов                  | 47             | смешанная (23 проп. + 24 маж.)   | Выборы |           | 28,08 % |                         |                               |
| 8  | Владимирская область      | Законодательное собрание            | ▲ 40 (было 38) | смешанная (▼15 проп. + ▲25 маж.) | Выборы |           | 24,77 % |                         |                               |
| 9  | Ивановская область        | Областная дума                      | ▲ 30 (было 26) | смешанная (▼10 проп. + ▲20 маж.) | Выборы |           | 33,92 % |                         |                               |
| 10 | Иркутская область         | Законодательное собрание            | 45             | смешанная (23 проп. + 22 маж.)   | Выборы |           | 24,22 % |                         |                               |
| 11 | Кемеровская область       | Законодательное собрание            | 46             | смешанная (23 проп. + 23 маж.)   | Выборы |           | 81,01 % |                         |                               |
| 12 | Ростовская область        | Законодательное собрание            | 60             | смешанная (▼20 проп. + ▲40 маж.) | Выборы |           | 42,83 % |                         |                               |
| 13 | Смоленская область        | Областная дума                      | 48             | смешанная (▼16 проп. + ▲32 маж.) | Выборы |           | 33,7 %  |                         |                               |
| 14 | Ульяновская область       | Законодательное собрание            | 36             | смешанная (18 проп. + 18 маж.)   | Выборы |           | 34,68 % |                         |                               |
| 15 | Ярославская область       | Областная дума                      | ▼ 46 (было 50) | смешанная (▼12 проп. + ▲34 маж.) | Выборы |           | 27,41 % |                         |                               |
| 16 | Ненецкий автономный округ | Собрание депутатов                  | 19             | смешанная (11 проп. + 8 маж.)    | Выборы |           | 37,69 % |                         |                               |
| 17 | ДНР                       | Народный совет                      | 90             | пропорциональная                 | Выборы |           |         |                         |                               |
| 18 | ЛНР                       | Народный совет                      | 50             | пропорциональная                 | Выборы |           |         |                         |                               |
| 19 | Запорожская область       | Законодательное собрание            | 40             | пропорциональная                 | Выборы |           |         |                         |                               |
| 20 | Херсонская область        | Областная дума                      | 36             | пропорциональная                 | Выборы |           |         |                         |                               |

## Муниципальные выборы

### Главы столиц субъектов федерации
| № | Город                          | Выборы                               | Предыдущий глава                 | Избран        | Процент голосов | Явка    |
| - | ------------------------------ | ------------------------------------ | -------------------------------- | ------------- | --------------- | ------- |
| 1 | Хабаровск · (Хабаровский край) | Выборы мэра города Хабаровска (2023) | С. А. Кравчук с 25 сентября 2018 | С. А. Кравчук | 45,42 %         | 26,66 % |

### Парламенты столиц субъектов федерации
| Местный орган власти                                       | Количество мест | Выборы | Избирательная система                                                | Большинство на предыдущих выборах | Большинство на предыдущих выборах | Большинство по результатам нынешних выборов | Большинство по результатам нынешних выборов | Изменение |
| ---------------------------------------------------------- | --------------- | ------ | -------------------------------------------------------------------- | --------------------------------- | --------------------------------- | ------------------------------------------- | ------------------------------------------- | --------- |
| Совет депутатов Абакана (Хакасия)                          | 29              | Выборы | Смешанная (15 по партийным спискам + 14 по одномандатным округам)    | Единая Россия                     | 17 из 29                          |                                             |                                             |           |
| Архангельская городская дума (Архангельская область)       | 30              | Выборы | Смешанная (15 по партийным спискам + 15 по одномандатным округам)    | Единая Россия                     | 11 из 30                          |                                             |                                             |           |
| Белгородский городской совет (Белгородская область)        | 39              | Выборы | Смешанная (12 по партийным спискам + 27 по одномандатным округам)    | Единая Россия                     | 29 из 39                          |                                             |                                             |           |
| Волгоградская городская дума (Волгоградская область)       | 35              | Выборы | Смешанная (10 по партийным спискам + 25 по одномандатным округам)    | Единая Россия                     | 30 из 36                          |                                             |                                             |           |
| Екатеринбургская городская дума (Свердловская область)     | 35              | Выборы | Параллельная (10 по партийным спискам + 25 по одномандатным округам) | Единая Россия                     | 19 из 36                          | Единая Россия                               | 27 из 35                                    | ▲8        |
| Красноярский городской совет депутатов (Красноярский край) | 36              | Выборы | Смешанная (18 по партийным спискам + 18 по одномандатным округам)    | Единая Россия                     | 17 из 36                          |                                             |                                             |           |
| Совет народных депутатов Майкопа (Адыгея)                  | 30              | Выборы | Смешанная (20 по партийным спискам + 10 по одномандатным округам)    | Единая Россия                     | 20 из 30                          |                                             |                                             |           |
| Дума Великого Новгорода (Новгородская область)             | 30              | Выборы | Смешанная (10 по партийным спискам + 20 по одномандатным округам)    | КПРФ                              | 12 из 30                          |                                             |                                             |           |
| Рязанская городская дума (Рязанская область)               | 40              | Выборы | Смешанная (20 по партийным спискам + 20 по одномандатным округам)    | Единая Россия                     | 25 из 40                          |                                             |                                             |           |
| Тюменская городская дума (Тюменская область)               | 36              | Выборы | Смешанная (10 по партийным спискам + 26 по одномандатным округам)    | Единая Россия                     | 26 из 30                          |                                             |                                             |           |
| Якутская городская дума (Якутия)                           | 30              | Выборы | Смешанная (15 по партийным спискам + 15 по одномандатным округам)    | Единая Россия                     | 17 из 30                          |                                             |                                             |           |

## Голосование на оккупированных территориях Украины
Впервые с начала российского вторжения на Украину и после фиктивных референдумов в 2022 году в российском голосовании принимают жители оккупированных Россией украинских территорий, где Россия организовала фиктивные выборы депутатов в региональные парламенты, которые в дальнейшем утвердят глав этих территорий. При этом российская армия полностью не контролирует ни одну из четырёх формально аннексированных областей, а в Херсонской и Запорожской областях российская армия не оккупирует их региональные центры. Выборы на оккупированных территориях идут только по партийным спискам. Издание «Важные истории» вместе с Conflict Intelligence Team проанализировав партийные списки кандидатов в депутаты и нашли там кандидатов, связанных с Кремлем, и тех, кто был обвинён в уголовных преступлениях. В Запорожской и Херсонской областях 71 % кандидатов составили местные жители, треть из которых являются домохозяйками, пенсионерами, студентами или безработными.
Служба безопасности Украины заявила что активное участие в выборах, то есть работа в местных «избирательных комиссиях», выдвижение своей кандидатуры в органы российской власти или исполнение роли наблюдателя, будет считаться тяжким преступлением.

## Участие политических партий в избирательной кампании
По данным Центризбиркома на 26 июля 2023 года, в предстоящих выборах примут участие 23 политические партии, а общее количество заявленных участников превышает 63 тысячи человек.
Партия «Яблоко» участвует в выборах в 20 субъектах Российской Федерации, на разных уровнях — от дополнительных выборов в Госдуму до муниципальных выборов. Списки партии зарегистрированы на выборах в городские думы Екатеринбурга и Великого Новгорода, в городской совет Красноярска. На довыборах в Московскую областную думу от «Яблока» зарегистрирован кандидат-одномандатник. В муниципальных выборах участвуют кандидаты от «Яблока» в Псковской области, Саратовской области, Новой Москве, Пермском крае, Карелии, Ростовской области (город Шахты), Рязанской области и Тульской области. Все кандидаты от «Яблока» ведут избирательную кампанию за мир и свободу.
23 августа 2023 года председатель Центризбиркома Элла Памфилова заявила, что регистрацию на выборы в законодательные органы новых регионов РФ прошли 18 списков кандидатов от пяти политических партий.
| №  | Партия                    | Лидеры субъектов | Региональные депутаты | Депутаты столиц | Главы муниципальных образований и депутаты органов местного самоуправления | Получено мест |
| -- | ------------------------- | ---------------- | --------------------- | --------------- | -------------------------------------------------------------------------- | ------------- |
| 1  | Единая Россия             | 19               | 829                   | 423             | 25 669                                                                     | 26 940        |
| 2  | КПРФ                      | 2                | 79                    | 31              | 1099                                                                       | 1 211         |
| 3  | ЛДПР                      |                  | 51                    | 32              | 674                                                                        | 757           |
| 4  | Справедливая Россия       |                  | 25                    | 20              | 777                                                                        | 822           |
| 5  | Новые люди                |                  | 23                    | 7               | 115                                                                        | 145           |
| 6  | Партия пенсионеров        |                  | 2                     | 3               | 110                                                                        | 115           |
| 7  | Яблоко                    |                  |                       | 2               | 3                                                                          | 5             |
| 8  | Зелёные                   |                  | 1                     | 1               | 45                                                                         | 47            |
| 9  | Родина                    |                  | 1                     |                 | 24                                                                         | 25            |
| 10 | Гражданская платформа     |                  |                       |                 | 14                                                                         | 14            |
| 11 | Партия Роста              |                  |                       |                 | 20                                                                         | 20            |
| 12 | Коммунисты России         |                  | 2                     | 2               | 14                                                                         | 18            |
| 13 | Партия Возрождения России |                  |                       |                 | 1                                                                          | 1             |
| 14 | Самовыдвиженцы            |                  | 10                    | 5               | 2960                                                                       | 2 975         |
|    | Общий счёт                | 21               | 1023                  | 526             | 31 525                                                                     | 33 095        |

## Наблюдение
10 августа 2023 года Общественная палата РФ и представители 15 политических партий подписали соглашение о сотрудничестве, цель которого — обеспечить наблюдение, а также законность и прозрачность предстоящих выборов и защитить права избирателей.
На 16 августа 2023 года ЦИК принял 11 сообщений о возможных нарушениях в ходе избирательной кампании.
«С какой стати мы должны заморачиваться, что подумают эти странные люди с капитолийского холма, туманного Альбиона или европейского квартала, которые во многом потеряли связь с реальностью и со своими народами? Тем более они давно не говорят то, что думают на самом деле» — глава ЦИК РФ Элла Памфилова.

## Оценки
Эксперты из «Голоса» оценивают избирательную кампанию во многих регионах как скучную и бессодержательную, отмечая при этом возросшее давление силовиков на оппозицию.
Политолог Александр Кынев, следивший за избирательной кампанией в регионах, наоборот, описывает эту кампанию как креативную и интересную. Кынев полагает, что и результаты этих выборов могут быть интересными, поскольку из 16 российских регионов, где в этом году проходят выборы в законодательные собрания субъектов Российской Федерации, только два региона аномальные (то есть такие, где провластные кандидаты традиционно получают на выборах аномально высокие результаты) — это Кемеровская область и Башкортостан, один регион полуаномальный — Ростовская область, а почти все остальные регионы протестные. Довольно протестными являются и многие города, где проходят местные выборы, например Красноярск, Архангельск, Якутск, Екатеринбург, Великий Новгород.
По словам руководителя рабочей группы Общественной палаты РФ по контролю за голосованием Максима Григорьева, на текущих выборах наблюдается крайне низкий уровень отказов в регистрации (менее 1,5 % от числа выдвинутых кандидатов).
По оценке управляющего директора Экспертного института социальных исследований по взаимодействию с экспертным сообществом Фирдуса Алиева, в большинстве регионов пройдет борьба за второе место.
Власти США заявили что никогда не признают результаты «фальшивых» выборов, проводимых Россией на оккупированных территориях Украины.